# プラグマティズム

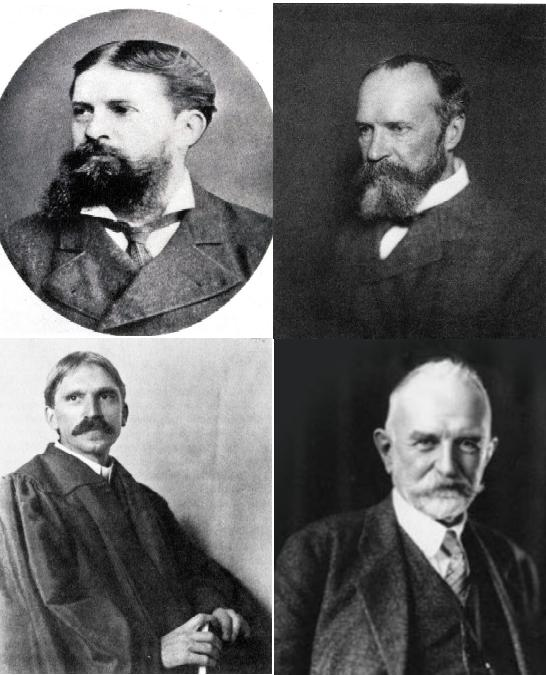
プラグマティズムの思想家たち、パース(左上)、ジェームズ(右上)、デューイ(左下)、ミード(右下)

プラグマティズム（英: pragmatism）とは、ドイツ語の「pragmatisch」という言葉に由来する、実用主義、道具主義、実際主義とも訳される考え方。元々は、「経験不可能な事柄の真理を考えることはできない」という点でイギリス経験論を引き継ぎ、概念や認識をそれがもたらす客観的な結果によって科学的に記述しようとする志向を持つ点で従来のヨーロッパの観念論的哲学と一線を画するアメリカ合衆国の哲学である。

## 概要
プラグマティズムは1870〜74年の私的なクラブに起源を有する思想であり、その代表的なメンバーとしてチャールズ・サンダース・パース、ウィリアム・ジェームズらがいる。
プラグマティズムはジェームズによって広く知られるようになり、20世紀初頭のアメリカ思潮の主流となった。心理学者の唱える「行動主義 behaviorism」、記号論研究者の「科学的経験主義 scientific empiricism」、物理学者の「操作主義 operationalism」など及んだ影響は広く、現代科学では統計学や工学においてこの思想は顕著である。プラグマティズムは、社会学、教育学、流通経済学などアカデミズムにも多大な影響を与えたが、それにとどまらず、アメリカ市民社会の中に流布して通俗化され、ビジネスや政治、社会についての見方として広く一般化してきた。
その歴史は前期と後期に大別され、後期のプラグマティズムはシカゴ大学を中心に発展したため、シカゴ学派とも呼ばれる。シカゴ学派の代表的な者にジョン・デューイ、心理学者のジョージ・ハーバート・ミードらがいる
。
その後、チャールズ・W・モリス、ジョセフ・フレッチャー、ウィラード・ヴァン・オーマン・クワイン、リチャード・ローティらによってネオプラグマティズムとして承継発展されている。

## 歴史

### 前期

#### 「形而上学クラブ」
プラグマティズムは、1870年代のマサチューセッツ州・ケンブリッジで2週間ごとに開かれた学徒たちの集まりから出発する。一つの国が二つに分かれ、60万人以上の人間が死んだ南北戦争が終わり、科学が急速に発達し、ダーウィンの進化論が発表され、「進化論を信じつつしかもキリスト教徒足り得るか」が重大な問題となった時代であった。また、デカルトに始まり主観客観の２項対立図式を前提としたヨーロッパ大陸の観念論哲学が意識に確実な知識の基礎を求めるときに生じる外界存在や他我認識のアポリアに対する哲学上の問題の解決が求められる時代でもあった。そのような時代に皮肉の意味もこめて「形而上学クラブ」と名付けられたこの集まりの常連は、パースとジェームズのほか、ジョーゼフ・ウォーナー、ニコラス・セイント・ジョン・グリーン、チョーンシー・ライト、オリバー・ウェンデル・ホームズ・ジュニアの6人であり、それに2、3人を加える程度であった。
彼らは、進化論哲学を宗教と結びつけたジョン・フィスク、ユニテリアンの牧師でイエスをただ一人の救世主として認めず「客観的相対主義」を唱えたフランシス・エリングウッド・アボットなどの年長者たちの影響を受けている。特にアレクサンダー・ベインの「信念とは、ある人がそれにのっとって行動する用意のある考えである」という定義を引用して、哲学の議論から無用な意見を整理する基準をもうけたグリーンは、パースによって「プラグマティズムの祖父」と呼ばれている。

#### 「プラグマティズムの格率」とその宣言
形而上学クラブで思想の原型が形成されたのは、1870〜74年の間であるという。1878年『ポピュラー・サイエンス・マンスリー』誌においてパースがプラグマティズムの格率として発表したときは、「わたしたちの概念の対象が、けだし行動への影響を有するどのような効果を持つことができるとわたしたちが考えているのかについて、よくよく考えてみよ。そうすれば、これらの効果についてのわたしたちの概念こそは、その対象物についての私たちの概念そのもの全てである。」と檄文にしては悪文であった故か全く評判にはならなかった。
原文は次の通り。

#### ウィリアム・ジェームズ
ウィリアム・ジェームズ（1842年-1910年）は「生理学、心理学および哲学におけるまたその間の最初の思想家」であり、『宗教的経験の諸相』、記念碑的研究書『心理学原理』および講義録『信ずる意志』の著者として有名であるが、代表作は、1910年の著書『プラグマティズム』である。
「プラグマティズムの格率」は、1898年8月26日、カリフォルニア大学の講演会の中でウィリアム・ジェームズによって、友人パースの意見として発表され、ジェームズによって広められた。
ジェームズはパースと共に徹底的に新しい哲学思考法に精緻化される親しみやすい姿勢を具体化するものおよびディレンマを解決するものとしてプラグマティズムを見ていた。1910年の著書『プラグマティズム』で次のように書いている。
ジェームズは、パースとならんで可謬主義に立ち、真理論における真理の対応理説を拒否するが、パースと異なり、生の哲学と同様に真理の有用説に立つ。真理には信念、世界についての事実、その他背景的信念およびこれら信念の将来的結果が含まれると主張した。また真理には実際に複数の真理があると考えることでは多元論者でもある。
ジェームズは、対象間の関係は対象自体と同じくらい現実であると主張するその徹底的プラグマティズムでも有名である。ジェームズは、その後、デカルト的心身二元論図式を否定し、究極の実在はある種のものであり、精神的でも肉体的でもないという中立一元論を採用するようになった。
このように、パースとジェイムズの見解は決して同じではなく、むしろ決定的な相違があるといえるが、そのためプラグマティズム運動は、ジェイムズによるパースの誤解によって始まったと後に言われるようになった。後述するとおり、パースは、「プラグマティズムの格率」を道徳とは峻別された実用的な法則における意味をはっきりさせるための一提案として定立したのであるが、ジェイムスは、これを道徳や宗教にも拡張して適用することができると考えたのである。パースは、1905年の雑誌The Monistでの論文「What pragmatism is」において、ジェイムズと決別し、以後自身の思想をプラグマティシズムと呼ぶようになる。

#### チャールズ・サンダース・パース
博学であり、論理学者、数学者、哲学者および科学者であるチャールズ・サンダース・パース（1839年-1914年）が1870年代に「プラグマティズム」という言葉を初めて使った。パースは記号論、論理学および数学の分野で豊富な論文を提出したことに加え、プラグマティズムの基礎を作ったと考えられる論文「信念の固定」（1877年）と「如何に概念を明確にするか」（1878年）（いずれも英文）を著した。
パースは、スコットランド常識学派を批判的に承継し、自らの立場を「批判的常識主義」と称する。デカルトは、全てを疑い、その末に絶対に疑いえない精神を発見したというが、そもそも人は何かのきっかけがあってそれを意外に思うからこそ疑いを持つのであり、デカルトの方法的懐疑のように自らの意思の力によって疑いを持つことはできない。なぜなら、人は特に積極的な理由がない限り「疑いえない常識」の世界に生きているからである。
「信念の固定」では、特別な理由により、「疑いえない常識」に疑念が生じたときに、その疑念を振り払って再び疑いを得ない「命題」や「推論」にたどり着くことで人の信念を固定する方法として、固執の方法、先天的方法、権威の方法をあげた上で、科学的方法の優秀さを論じている。
「如何に概念を明確にするか」では、プラグマティズムの格率の適用によって概念を明確にする方法について論じている。従来の論理学においては「明確」とは、せいぜい他の概念と区別できるものという意味を有するにすぎなかった。プラグマティズムの格率は、その適用によってプラグマティックな違いではない特徴によって生じる混乱を明確にすることが意図される。伝統的に人はある概念を部分に分けて分析する（例えば、真実という概念を「存在と認識の一致」として三つに分けるがごとくである）。そのような分析は必要ではあるが、未だ十分ものとはいえず、プラグマティズムの格率の適用により真に明確な概念を得ることができるのである。多くの科学者が検証を繰り返し、格率の適用によって明確な概念であるとの科学者集団の合意を得て獲得された真理は実在なのである。
これが実験的省察の方法としてのプラグマティズムの神髄であり、考えられる確認できる環境と確認できない環境という言葉で概念に行き着く。すなわち実験仮説の創出に有効であり、検証の採用と改良に資する方法である。パースに典型的であるのは、演繹的合理主義と帰納的実験主義の間に通常ある基本的代案にはないものとして実験仮説の推論に関する関心である。
パースの哲学には、包括的3つのカテゴリー（一項性、二項性、三項性）、可謬主義、形式的記号論としての論理学（記号学要素と記号の等級、推論形式および探求の方法を含む）、学究的実在論、客観的観念論、および空間、時間及び法則の連続性の現実に関する信念や、偶然性の現実における信念、機械的必要性および宇宙で働く原理とその進化形式としての創造的愛が含まれている。

### 後期　シカゴ学派
シカゴ学派には、進化論の影響、科学主義、相対論物理学の影響という特徴があり、行為者を彼の周囲の環境から影響を受けている社会的な存在としてみる。

#### ジョン・デューイ
ジョン・デューイ（1859年-1952年）は、ジェームズやパースの高遠な哲学的業績に関わっている間に、自分でも政治や社会の事項について広範に論文を書き、公的な場にデューイがいることがそのプラグマティズムの先駆者よりも大きなことになった。プラグマティズムの創設者の一人であると同時に機能心理学の創設者でもあり、20世紀前半のアメリカ教育界で進歩主義運動の指導的存在でもあった。
デューイは古典的自由主義の個人主義に反論し、社会制度は「個人のために何かを得る手段ではなく、個人を創出する手段」だと主張した。個人は社会制度によって提供されるべき物事ではなく、社会制度は個人に優先し、個人を形作る。これら社会的配慮は個人を作り出す手段であり、個人の自由を促進すると言った。
デューイは教育哲学の応用哲学における著作で知られている。デューイの教育哲学は子供達が行動することで学ぶものである。デューイは教育が不必要に長くて形式的であり、子供達は実生活の行動に関わることで学ぶように向いていると考えた。例えば、数学では料理における比率を数字化することで、あるいはある交通手段である距離を動くにはどのくらい時間が掛かるかを数字化することで学ぶことができるとした。

#### ジョージ・ハーバート・ミード
1910年『心理学はいかなる社会的対象を前提とするか？』『社会的意識と意味の意識』、1912年『社会意識のメカニズム』、1913年『社会的自我』などの論文で書かれていたことを、一つの体系としてまとめたのが1925年の論文『自我の発生と社会的統制』である。
「自我」とは自覚されたときから社会の場にいる、つまり「孤立した自我」は本来の自我の状況ではないというのが、ミードの立場である。「個人」「経験」「精神」はコミュニケーションをとおして出現する。こうしたミードのコミュニケーション論を、デューイが教育・芸術に応用した。
ミードは多くの論文を執筆したが、生前、一冊の本も出さなかった。

### 古典的プラグマティズムの衰退
パースに始まり、ジェイムズによって広まったプラグマティズムは、シカゴ大学で学派をなし、一つの運動として多方面に多大な影響を与えたが、1930年代にカルナップら論理実証主義者が次々とアメリカ合衆国に亡命し、ウィーン学団を結成して影響力を持ち始めると、急速に衰退していった。

## 解説

### 語源と思想の源
プラグマティズムという言葉は、その創始者であるパースによって生み出されたものである。元々はカントの著作『純粋理性批判』に登場する 「pragmatisch」 というドイツ語に由来し、 その原意は、ギリシャ語で行為・実行・実験・活動を表すプラグマ（πράγμα）である。パースの友人は、「プラクティカリズム（実際主義）」という語を勧めたが、カント哲学に通じていたパースにとって、「praktisch」 という言葉は、「実践理性」の領野、つまり道徳に関わるので、実験科学者にとって相応しくないと判断された。カントは、実践的な法則と実用的な法則を峻別した上で、前者は定言命令的で絶対的なもの、後者は仮言命令的であるとしていたことから、パースは、理性によって明確な目的をもって実験をし、明確な結果を得られるものとして「プラグマティズムの格率」を定立したのである。
なお、名前自体はドイツ哲学からとられたが、「プラグマティズム」の合作者たちはジョン・ロックやジョージ・バークリなどのイギリス哲学に影響されている。そして、さらに遡れば、バールーフ・デ・スピノザ、アリストテレス、プラトンに行き着く。

### 構造と傾向
その成立の歴史を反映して、「プラグマティズム」についての見解は主要な提唱者の間でも正確に一致しない。最も狭く解釈する人にとっては「意味をはっきりさせるための一提案」であるが、もっと広く解釈する人にとっては、「意味の理論についての学説」、「行為に重きを置いた思索の方法」又は「その結果」という三つの見解があることになる。
最も広くその意義をとった場合、プラグマティズムは、功利主義的（倫理面）・実証主義的（論理面）・自然主義的（心理面）の３つの傾向を持ち、個々のプラグマティストはこの3つの傾向を様々な割合で結合している。パース流のそれは論理面が重視されていたが、ジェイムズ流のそれは倫理面が重視されており、その後、デューイ、ミードによって心理面が重視されるようになったと分析することができる。

### 影響
プラグマティズムは、特にジェームス流のそれはヨーロッパにも多大な影響を与えた。イタリアでは、ジョヴァンニ・パピーニの『魔術的プラグマティズム』のような非科学的な思想に、フランスでは、ジョルジュ・ソレルの『暴力論』（1908年）といった非民主的な思想に影響を与えた。日本では、大杉栄、西田幾多郎にも影響を与えた。中国では、胡適がプラグマティズムを学び、新哲学として導入し新文化運動の中心を担った。
法学では、プラグマティズム法学のみならず、ロスコー・パウンドの社会学的法学、ジェローム・フランクのリアリズム法学に影響を与えた。

## 読書案内
- 伊藤邦武『プラグマティズム入門』〈ちくま新書〉2016年。ISBN 9784480068705。
- 魚津郁夫「プラグマティズム」(Yahoo!百科事典) - ウェイバックマシン
- 新田義弘ほか編『分析哲学とプラグマティズム』 第7巻、岩波書店〈岩波講座現代思想〉、1994年。ISBN 978-4000105378。
- ルイ・メナンド『メタフィジカル・クラブ 米国100年の精神史』野口良平・那須耕介・石井素子訳（みすず書房、2011、新版2021）